# Bruthal 6
Bruthal 6 (en sus comienzos fue Sementhal), es una banda de heavy metal que se formó en 1998 en la zona Oeste del Gran Buenos Aires, Argentina. En 2017 sus integrantes de la banda son: Nazareno Mingone (voz), Xavier Agüero (guitarra), Silvio Escalante (bajo), Javier Olmos (guitarra) y Ezequiel Giménez (batería).

## Historia
En 1998 grabaron su primer demo llamado Sangre Para La Bestia. En 1999 deciden brindar un show más atractivo para el público, dejando de ser tan solo música. La imagen de la banda sobre el escenario pasó a ser un factor muy importante que los caracterizaría. Al igual que en la parte musical, la imagen fue cambiando con el tiempo, desde los trajes hasta las pinturas que caracterizaban a cada integrante. Bruthal 6 tiene una imagen y un estilo cambiante.
En 2001 grabaron su segundo demo Insert More Coins¨. En el 2002 participan del compilado Caos 69 con su particular reversión del tema Smells Like Teen Spirit de Nirvana. Fueron ganadores del concurso Metal Gods, realizado por el programa radial ¨Tiempos Violentos¨ de FM Rock & Pop, así como también realizaron la cortina musical del programa ¨Zero a la Izquierda¨, de la misma emisora. Algunos de los temas de su segundo demo fueron puestos en rotación por estos y otros programas, lo que les facilitó la participación en importantes shows con las principales bandas de la escena nacional y también les posibilitó llegar al interior del país por primera vez.
En el 2005 la banda comienza con la grabación de su primer disco, en el estudio La nave de Osberg. En la casa de registros y marcas se registró una oposición legal contra el dominio Sementhal, por lo cual debieron cambiar el nombre de la agrupación. El nombre elegido fue Bruthal 6. Firman su primer contrato discográfico con el sello Discos Milagrosos. A fines del 2005 terminan con toda la producción discográfica y por decisión del sello discográfico el disco sería editado a mediados del 2006.
Comienzan el 2006 con presentaciones en Gesell Rock, posteriormente junto a Brujería (una de las bandas más populares del metal Mexicano) y seguidamente en Cosquín Rock. Grabaron su primer video clip en vivo del tema ¨Fuego¨, el cual forma parte de su disco homónimo. Firman contrato con Warner Chappell Music, consiguiendo así la editorial musical. Comienzan a presentarse en distintos puntos de la provincia, dando a conocer lo que sería su primer trabajo discográfico. Se edita su primer álbum, titulado Bruthal 6, el mismo contiene 15 temas y una reversión de ¨Smells Like Teens Spirit¨. Graban su segundo video clip, para su versión de ¨Smells Like Teens Spirit¨ que con gran aceptación del público no solo nacional, sino también internacional, hoy cuenta con más de medio millón de visitas. 
A mediados del 2006 realizan la presentación de su primer trabajo discográfico y de la reversión del video de ¨Smells like Teen Spirit¨. Después de haber probado anteriormente diferentes formaciones y vetas musicales, desde este momento la banda consolida su estilo musical poniendo en claro su tendencia al metal extremo con toques Nu metal y demás variaciones dentro del estilo. Podemos asegurar que encontrarán en ellos un sonido agresivo, potente, combinado con voces aguerridas y melódicas dentro de la línea del metal.
Un año más tarde la banda comienza el 2007 compartiendo escenario con Sepultura y Skin Culture en el Micro Estadio de Argentinos Juniors. El 2008 comenzó siendo un año triste para la banda, debiendo lamentar la pérdida de Diego Pérez (baterista y fundador), uno de los miembros fundadores de la banda. Para finales del mismo año Bruthal 6 tuvo su primera presentación internacional realizando dos shows junto a P.O.D. y Skin Culture en las ciudades de São Paulo y Curitiba.
La banda participó en numerosos eventos nacionales como el Cosquín Rock (Córdoba) donde tocó para 40.000 personas y eventos internacionales, compartiendo escenario con Sepultura, Angra, Skin Culture, Brujería, Shadow Fall, Fear Factory, P.O.D., entre otras tantas, con la particularidad de girar por Brasil junto a P.O.D. y tocar en el mítico OKAZEBRE.
El 2011 se convierte en un año decisivo para la banda, ya que luego de mucha preparación y tiempo de composición deciden dar a luz su segundo álbum grabado en los estudios de Martín Carrizo (A.N.I.M.A.L, Gustavo Cerati) al que titularon Augenblick el cual contiene 11 canciones que muestran el abanico musical de la banda.
Inmediatamente Augenblick recibió la aceptación de sus seguidores como así también de todo un nuevo grupo de oyentes. Luego de realizar varios shows en Buenos Aires, la banda a finales del 2011 suma a su personal a Alejandro A. Eiro como su mánager, para trabajar en conjunto en el desarrollo de sus próximos pasos. Casi ya a finales del año 2011, la banda firma contrato con Dysfunktional Records, un sello norteamericano quien a mediados del 2012, llevó la banda a girar por los Estados Unidos, en más de 30 estados. El sello, ubicado en Carolina del Norte, se encuentra promocionando la banda en todas partes del mundo, haciendo llegar su música a todos los rincones del planeta a través de los medios más importantes como lo son Itunes, Amazon, Rhapsody entre otros, los cuales permitieron a los seguidores internacionales adquirir su música en formato digital.
A la espera de su gira por los Estados Unidos, Bruthal 6 presentó en el mes de marzo el primer video/corte de su segundo disco, Libertad (Lo Real) el cual tan solo en unas pocas horas contó con más de 900 visitas de los seguidores, comúnmente apodados como "Bruthaleros".

## Discografía
- Sangre Para La Bestia (Demo, 1998)
- Insert More Coins (Demo, 2001)
- Bruthal 6 (2006)
- Augenblick (2011)

## Sangre para la Bestia(Demo, 1998)
1. ¨Sangre para la Bestia¨

2. ¨Neanderthal¨

3. ¨Autodevastación¨

4. ¨Pecadores por Naturaleza¨

## Insert More Coins(Demo, 2001)
1. ¨Intro¨

2. ¨Insert More Coins¨

3. ¨Subirás¨

4. ¨Libre¨

5. ¨Evolución Zero¨

## Bruthal 6(2006)
1. ¨C.U.P.¨

2. ¨Smells Like Teen Spirit¨ (Nirvana cover)

3. ¨Al Abrir mis Ojos¨

4. ¨Libre¨

5. ¨Todo en mis Manos¨

6. ¨Aquí Estamos de Nuevo¨

7. ¨Behind The Shadow¨

8. ¨Fuego¨

9. ¨Un Minuto de Paz¨

10. ¨En mi Mundo¨

11. ¨Dueños de Nada¨

12. ¨Hasta La Muerte¨

13. ¨20 Años¨

14. ¨E.P.A.¨ (Esperando para Alcanzarte) - Bonus Track

15. ¨Sueños Negros¨ - Bonus Track

## Augenblick(2011)
1. ¨Una Vez Más¨

2. ¨Aferrado al Dolor¨

3. ¨Perdido¨

4. ¨Despertaré¨

5. ¨Palabras¨

6. ¨Una Razón¨

7. ¨¿Y Ahora Qué?¨

8. ¨Libertad¨

9. ¨Silencio¨

10. ¨Monstruo¨

11. ¨Cerca¨
- Datos: Q2573920